# Panteon Narodowy w Lizbonie
Panteon Narodowy w Lizbonie (port: Panteão Nacional) – panteon narodowy Portugalii, mieszczący się w starym Kościele Santa Engrácia. 
Utworzony na mocy dekretu z dnia 26 września 1836 r. Panteon Narodowy jest miejscem uhonorowania i zachowania pamięci o obywateli portugalskich, którzy wyróżnili się poprzez służbę dla kraju, w ramach wykonywania wyższych urzędów publicznych, wyższą służbą wojskową, ekspansji kultury portugalskiej, literackiej, naukowej i artystycznej lub obrony wartości cywilizacji, ze względu na godność osoby ludzkiej i wolności.

## Groby
Znajdują się tu groby bohaterów narodowych Portugalii, takich jak: Noniusz Álvares Pereira, Henryk Żeglarz, Pedro Álvares Cabral i Afonso de Albuquerque
Poza tym znajdują się tu groby:
- Almeida Garrett (1799-1854), poeta i polityk;
- Amália Rodrigues (1920-1999), śpiewaczka fado;
- Aquilino Ribeiro (1885-1963), poeta[3][4][5];
- Guerra Junqueiro (1850-1923), poeta;
- Humberto Delgado (1906-1965), generał, opozycjonista;
- João de Deus (1830-1896), poeta;
- Manuel de Arriaga (1840-1917), prezydent republiki;
- Óscar Carmona (1869-1951), prezydent republiki;
- Sidónio Pais (1872-1918), prezydent republiki;
- Sophia de Mello Breyner (1919-2004), pisarka;
- Teófilo Braga (1843-1924), prezydent republiki.